# كفر قود
كفر قود  قرية من قرى الضفة الغربية وتتبع محافظة جنين، ومن القرى التي وقعت في حرب 1967. تقع إلى الغرب من مدينة جنين ، وتبعد عنها 8كم ، وترتفع 310م عن سطح البحر وبرجع اسمها إلى تحريف كلمة (ياقود) السريانية بمعنى الواقد أوالحارق . تبلغ مساحة اراضيها ( 5463) دونما ، يحيط بها أراضي قرى برقين ، عرابة ، البارد ، و اليامون . قدر عدد سكانها في عام 1922 (169) نسمة وعام 1945 (250) نسمة وفي عام 1961 حوالي (362) نسمة وفي عام 1997 بلغوا 677 نسمة وفي عام 2022 اصبحوا ( 1706) نسمة

## وصلات خارجية
- فلسطين في الذاكرة/ كفر قود